# Sandoy régió

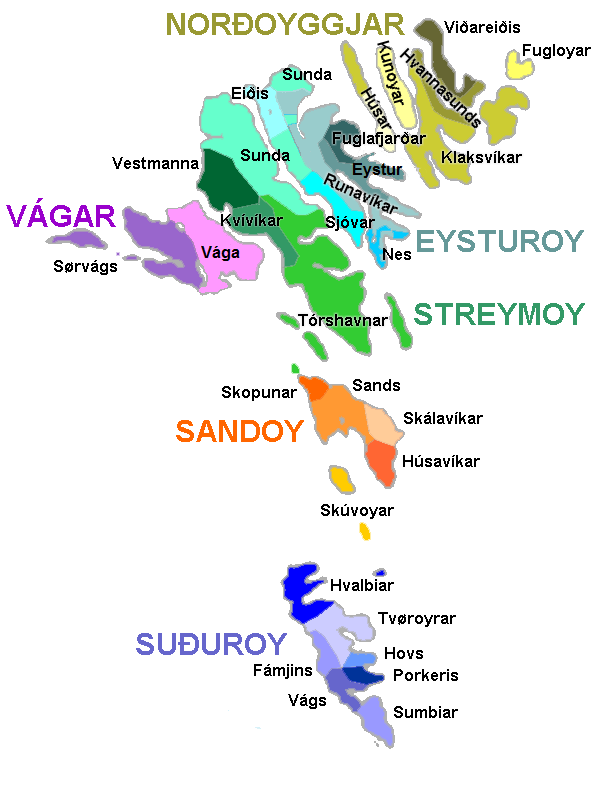
Feröer régiói és községei

Sandoy régió Feröer hat hagyományos földrajzi régiójának egyike, egyben rendőrségi körzet. Népessége 1439 fő (2009. jan 1.) +/-.

## Földrajz
Sandoy régió szigetei:
- Kis-Dímun
- Nagy-Dímun
- Sandoy
- Skúvoy

## Népesség
| Év              | Lakosság |
| --------------- | -------- |
| 1986. január 1. | 1739     |
| 1991. január 1. | 1742     |
| 1996. január 1. | 1514     |
| 2001. január 1. | 1446     |
| 2006. január 1. | 1441     |

## Önkormányzat és közigazgatás
Sandoy régió községei:
- Húsavík község – Húsavík
- Sandur község – Sandur
- Skálavík község – Skálavík
- Skopun község – Skopun
- Skúvoy község – Skúvoy